# 潘勒韦分析
潘勒韦分析原是保罗·潘勒韦在1895年关于非线性常微分方程可积性的理论，后经数学家推广到分析非线性偏微分方程中，并发展出几种程序，常见的有Ablowitz-Ramani-Segur(ARS)程序、Weiss-Tabor-Carnevale(WTC)程序和Kruskal简化法等。潘勒韦分析的过程复杂，需借助Maple、Mathematica等计算机代数系统进行运算

## Kruskal 简化法原理
对于给定的 偏微分方程
```
   

  

    

      

        
F

        
(

        

          
u

          

            
x

          

        

        
,

        

          
u

          

            
t

          

        

        
,

        

          
u

          

            
x

            
x

          

        

        
,

        
⋅

        
⋅

        
⋅

        
)

        
=

        
0

        
;

      

    

    
{\displaystyle F(u_{x},u_{t},u_{xx},\cdot \cdot \cdot )=0;}

  

```

假设其解可展开为Laurent级数形式：
{\displaystyle u(x,t)=\sum _{k=0}^{\infty }(u[j](t)*\phi ^{j},j=0..N))/\phi ^{\rho }}
设定方程解的首项目可以表示为
{\displaystyle u}≈{\displaystyle \psi ^{-\rho }*u_{0}}
代人原式，平衡φ的幂次，得到一个含共振点的递推关系，如果对于任意的u(j)、φ，此递推关系是自相容的，则原来的方程是可积的。

## 实例
伯格斯方程的潘勒韦分析
{\displaystyle sys:={\frac {\partial u(x,t)}{\partial t}}+au(x,t){\frac {\partial u(x,t)}{\partial x}}+b{\frac {\partial ^{2}u(x,t)}{\partial x^{2}}}=0}
作Laurent级数展开
{\displaystyle u(x,t)=\sum _{k=0}^{\infty }(u[j](t)\phi ^{j},j=0..N))/\phi ^{\rho }}
其中{\displaystyle \phi =x-\psi (t)} 和 {\displaystyle u_{j}=u_{j}(t)} 是非特征奇异点流型{\displaystyle x-\psi (t)=0} 和 u[0]≠0附近的解析函数。
设定方程解的首项可以表示为
{\displaystyle u}≈{\displaystyle \psi ^{-\rho }u_{0}}
代人原式，得到
{\displaystyle \rho \phi u[0]\psi [t]}{\displaystyle -\phi ^{-\rho +1}u[0]^{2}\rho a-\rho (-b-b\rho )u[0]+\phi ^{2}u[0,t]=0}
平衡最高阶微商与非线性项，得到：
ρ=1，u[0] = 2 b/a；
将
{\displaystyle u(x,t)=2*b/(a*(x-\psi ))+u[j]*(x-\psi )^{(}j-1)} 代人偏微分方程，
φ的最低次项为

{\displaystyle \phi ^{j-3}*b*(j+1)*(j-2)=0}
代入伯格斯方程，
因此 j=-1,2
取 {\displaystyle u(x,t)=\sum _{k=0}^{2}{\frac {u[j](t)\phi ^{j})}{\phi }}} 再带入原方程得：
{\displaystyle a*\phi ^{4}*u[2]^{2}-(-u[1]*a+\psi [t])*\phi ^{3}*u[2]+\phi ^{4}*u[2,t]+\phi ^{3}*u[1,t]+\phi ^{2}*u[0,t]+(-u[1]*a+\psi [t])*u[0]*\phi -u[0]^{2}*a+2*b*u[0]}
整理后，令其φ 的2次、1次，及常数项为零 得到一组多项式方程组：
{\displaystyle u[0,t]=0,-(u[1]*a-\psi [t])*u[0]=0,-u[0]*(-2*b+a*u[0])}
伯格斯方程通过潘勒韦测试的条件是 在截短短展开式中，φ、u[2] 是任意函数。
经过一系列运算可知 u[2],φ为任意函数，伯格斯方程乃潘勒韦可积，其解有如下形式：
{\displaystyle u(x,t)={\frac {2*b}{a*(x-\psi )}}+{\frac {\psi [t]}{a}}+(x-\psi )*u[2]}